# Assin Fosu
Assin Fosu – miasto w Ghanie, w regionie Centralny, w dystrykcie Assin North.